# Crime de Courbevoie
Ne doit pas être confondu avec Viol d'une fillette de Courbevoie.
Le crime de Courbevoie désigne l'assassinat particulièrement violent d'une femme âgée à Courbevoie en 1891 pour lequel cinq personnes sont reconnues coupables, dont deux condamnées à mort et deux déportées au bagne.

## Déroulement

### Le crime
Dans son numéro du 14 janvier 1891, Le Petit Journal signale la découverte du corps sans vie de madame Dessaigne, née Marie-Juliette Brochaud, retrouvée chez elle gisant au sol dans une marre de sang. Ne la voyant pas sortir de chez elle comme elle le faisait habituellement chaque matin, madame Kapler, sa voisine et propriétaire pénètre dans le pavillon de madame Dessaigne situé au 115 rue Saint-Denis à Courbevoie. Elle découvre la salle à manger sens dessus dessous et en apercevant un corps, elle s'enfuit alerter les voisins. Ces derniers découvrent le corps sans vie de leur voisine.   

### L'enquête
L'enquête criminelle est traitée par le parquet de la Seine. Le juge d'instruction Gaston Laurent-Atthalin, le chef de la Sûreté Marie-François Goron et l'inspecteur principal Pierre-Fortuné Jaume procèdent aux premiers constatations. Le médecin légiste Périer constate une dizaine de coups portés au crâne par un instrument contondant.  
La police procède très rapidement à plusieurs interpellations, en arrêtant tout d'abord des vagabonds, puis les voisins de Marie-Juliette Brochaud et deux repris de justice qui se disculpent en avouant un vol au même moment que le crime,. Aucune de ces pistes n'est concluante.  
Une dizaine de jours après le crime, cinq personnes sont arrêtés à Asnières : Adolphe Berland, sa mère Virginie Berland, Victor Chotin, Louis Deville et Gustave Doré. La police retrouve auprès d'eux les bijoux volés et ils avouent rapidement le crime. En étudiant les fournisseurs de la victime et plus particulièrement les employés renvoyés récemment, la police remonte jusqu'à Gustave Doré, renvoyé en décembre d'une boucherie. À cette occasion, il s'est rendu à plusieurs reprises chez la victime. Virginie Berland est incarcérée à la prison Saint-Lazare et les garçons sont enfermés à la prison Mazas.  

### La victime
Marie-Juliette Brochaud est née le 13 novembre 1809 à Montluçon et résidait dans sa jeunesse à Huriel. Elle épouse Jean-François-Sylvain Meusnier-Dessaigne, le fils d'un notaire, qui devint à son tour notaire. Le couple a trois filles et deux fils.  
En 1844, sa mère et sa tante sont assassinées sans que les assassins aient été identifiés. Le meurtre s'est déroulé au domicile des sœurs Brochaud, gérantes d'un bureau de tabac à Huriel. Les malfaiteurs assassinent les deux femmes et mettent le feu à l'immeuble. 
Lors du coup d'État du 2 décembre 1851, son mari est déporté dans un bagne en Algérie en raison de son implication dans les insurrections républicaines de l’Allier en 1849 et 1851. 
Depuis trois ans, la victime réside dans une petite maisonnette à la limite d'Asnières et de Courbevoie grâce à une modeste rente annuelle de 1 500 francs versée par ses enfants et de 400 francs touchés en qualité de veuve de déporté. 
Les obsèques de Marie-Juliette Brochaud se sont déroulées le 31 janvier au cimetière de Montmartre,. 

### Les raisons de l'homicide
Après de multiples vols de nourritures, Virginie Berland décide qu'il faut commettre un cambriolage pour récupérer de l'argent. Louis Deville propose sa marraine, Gustave Doré propose le curé qui l'a élevé, Virginie Berland propose une vieille dame chez qui elle apporte le journal. Aucun de ces cas convenaient. Gustave Doré suggéra alors de cambrioler Marie-Juliette Brochaud. En la voyant manger très fréquemment du Fichiert, il la croyait riche puisqu'elle ne se procurait que la viande la plus chère, sans faire le lien avec son absence de dent.
Ils font une première tentative le 2 janvier, mais la vieille dame est déjà montée dans sa chambre. La bande préfère annuler. Le 12 janvier, les quatre jeunes se rendent chez Marie-Juliette Brochaud, juste après le départ de la femme de ménage. Gustave Doré apporte une enveloppe vide au nom de la veuve et un alésoir afin de frapper la vieille femme occupée à prendre connaissance de la lettre. Pendant qu'Adolphe Berland aide Doré à frapper à mort la victime à l'aide d'un gros coquillage trouvé dans l'appartement, Louis Deville fouille le logement à la recherche de biens de valeurs. Contrairement au plan initial, Victor Chotin est resté à l'extérieur du domicile au lieu d'aider ses complices.
Le gendre de la victime a établi une liste des objets volés : « bracelet en or dit collier de chien, forme plate, sans chaînette, 8 à 10 millimètres de hauteur et 4 d'épaisseur, un peu bossué ; bague or dont le chaton est garni d'une navette entourée de perles fines ; paire de boucles d'oreilles or et perles, chaque boucle faite d'une perle sertie dans des griffes [...] ; paire de boucles d'oreilles en or rouge dit de Russie en forme de disque cintré, dans la cavité du disque se trouve une grappe de raisin avec feuilles, ces ornements sont en or ; paire de boucles d'oreilles faites d'une sorte de pendeloque avec trois améthystes montées sur or et suspendues les unes au-dessus des autres ; paire de boucles d'oreilles en or mat, chaque boucle est composée d'une ou de plusieurs boucles en or sur lesquelles sont appliquées des étoiles ; une petite chaînette en or avec croix d'or ornée d'améthystes ; un dé en argent ouvragé, et enfin une petite tirelire en métal ». Outre les bijoux, les malfaiteurs ont dérobé 23 francs, mais ils espéraient trouver bien plus chez la victime. 
Les quatre voleurs ne se pressent pas et mangent chez leur victime. Au bout d'une heure et demie, ils quittent les lieux, laissant Marie-Juliette Brochaud agonisante. Ils retrouvent Virginie Caron pour lui remettre les bijoux, changer de couvre-chef afin de ne pas être reconnus et vont assister à la représentation au théâtre d'Asnières afin d'avoir un alibi,. 

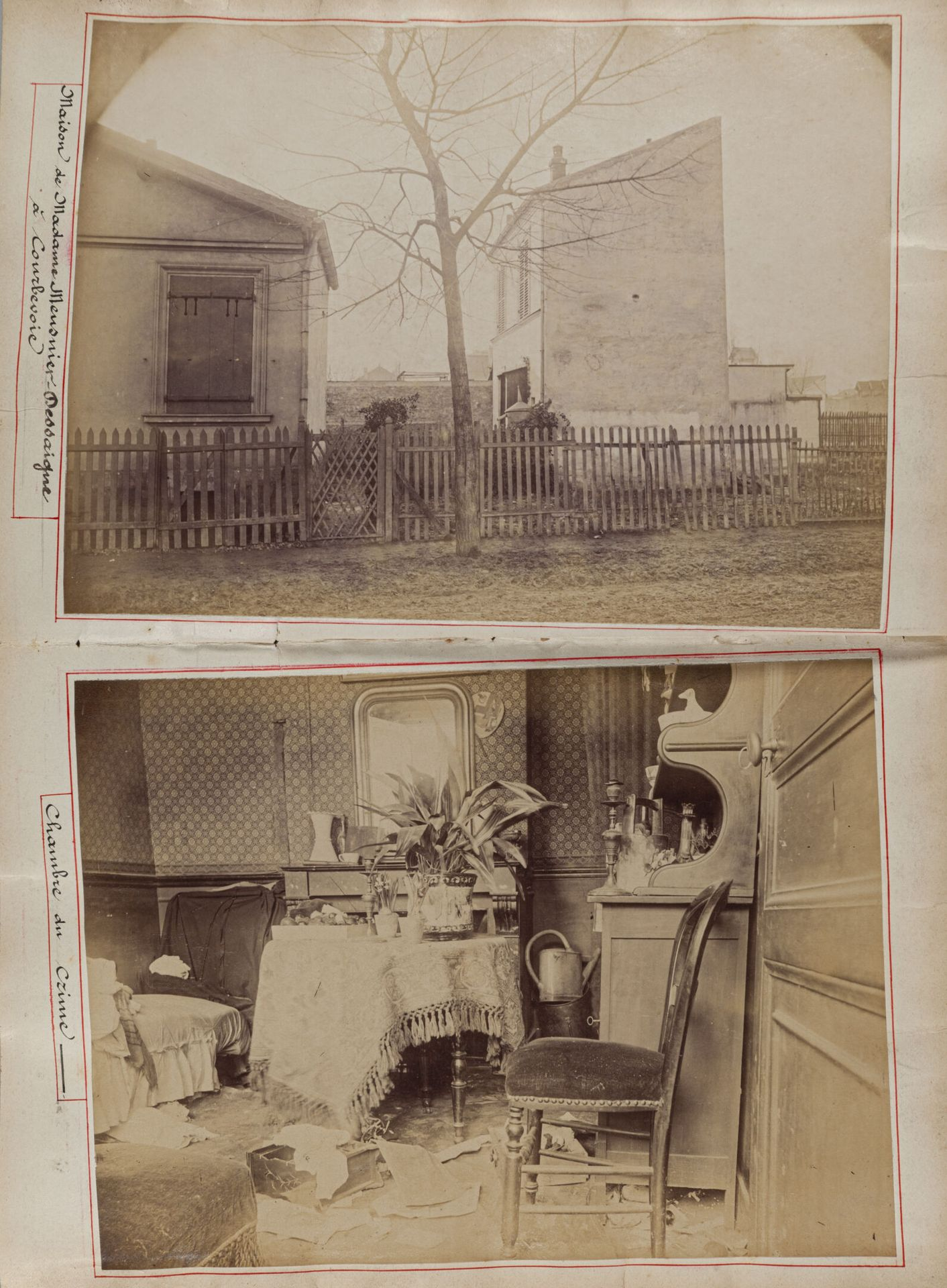
Maison et chambre de la victime
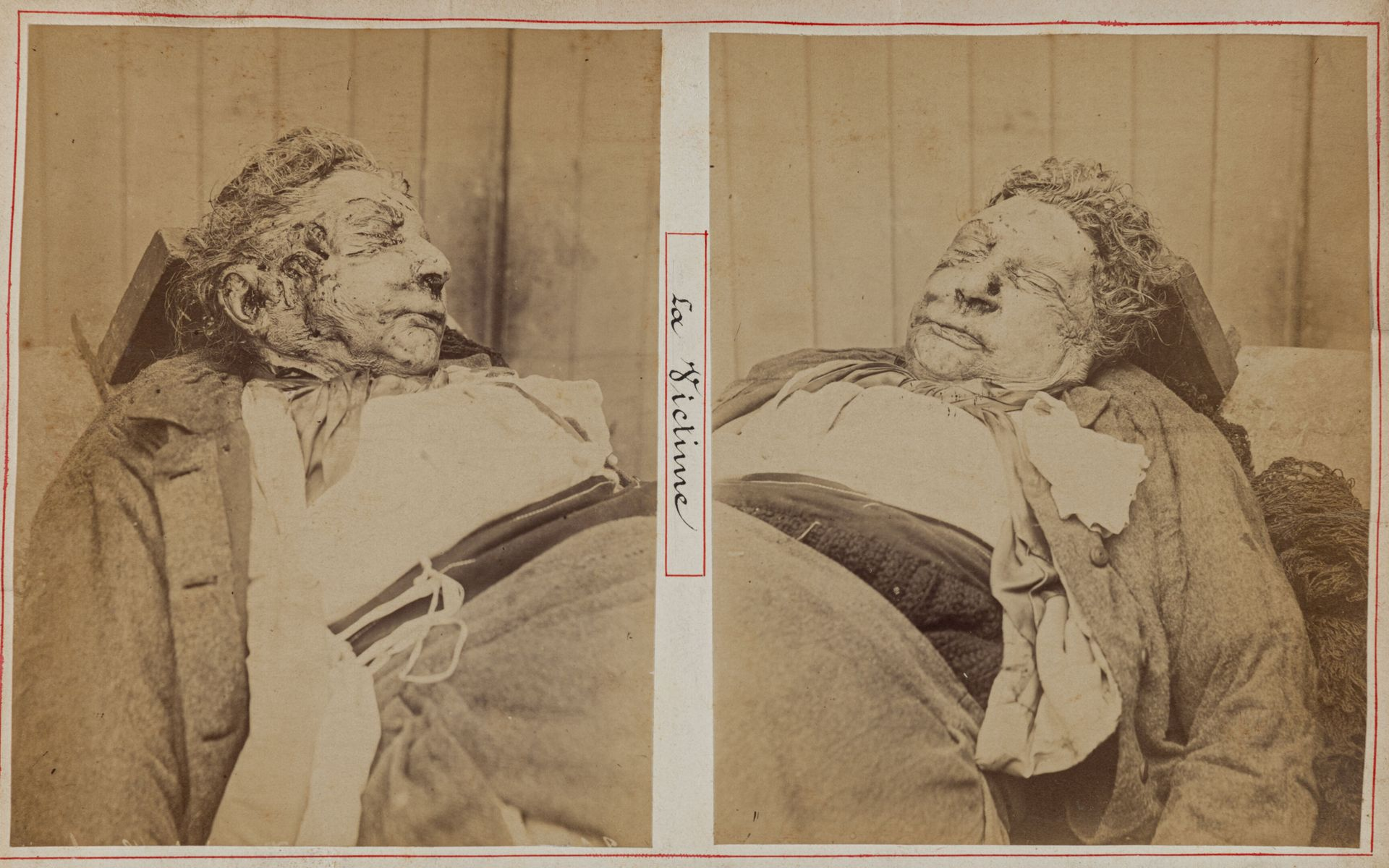
Le visage tuméfié de la victime
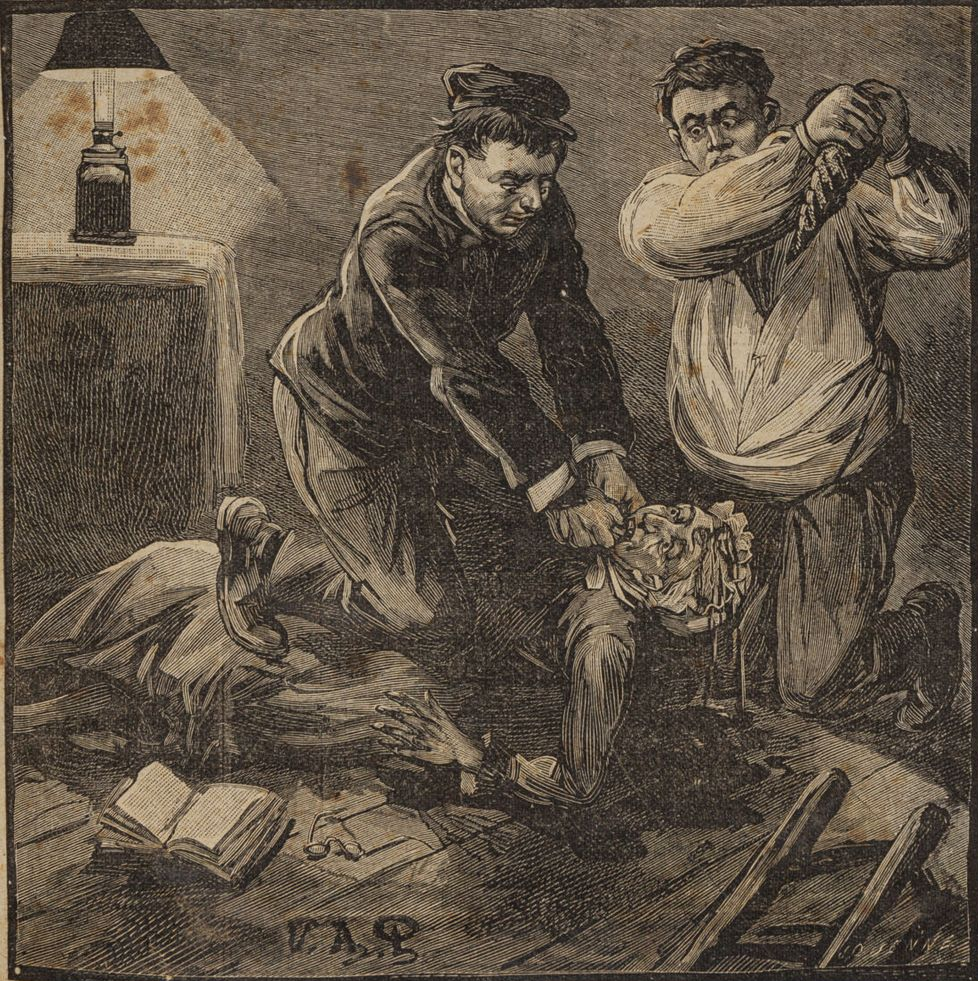
Illustration du crime

### Procès et sentences
Les cinq accusés comparaissent le 11 juin devant le jury, à la cour d'assises de la Seine. Les débats sont présidés par Lucien Pilet des Jardins. L'accusation est représentée par l'avocat général Roullier. Du côté des inculpés, Adolphe Berland est représenté par Me Edgar Demange ; Me Henri Robert représente sa mère ; Me Albert Crémieux représente Gustave Doré ; Me Fourcaulx ou Crochard représentent Victor Chotin et Me Félix Decori représente Louis Deville,,.
L'avocat général requiert la peine de mort pour quatre des cinq accusés et une peine moins sévère pour Chotin du fait de sa participation moins importante au crime. Le verdict tombe le 13 juin avec une triple condamnation à mort : Adolphe Berland, Virginie Berland et Gustave Doré. Louis Deville est condamné aux travaux forcés à perpétuité et à la déportation. Victor Chotin est condamné à vingt ans de travaux forcés et à la déportation. Les condamnés à mort vont à la  Grande Roquette tandis que les autres prisonniers vont à la prison de la Santé. Selon l'abbé Faure, aucune femme n'avait été emprisonnée à la Grande Roquette. Il n'y eut que trois femmes exécutées à Paris au XIXe siècle : Perchette en 1813, Vuillaume en 1817 et Marie-Madeleine Pichon en 1852.
Le 2 juillet, la chambre criminelle de la Cour de cassation rejette le pourvoi des trois condamnés à mort, néanmoins Virginie Berland bénéficie d'une grâce présidentielle de la part de Sadi Carnot, après avis positif de la commission des grâces,. Sa peine de mort est commuée en travaux forcés à perpétuité. Le président de la République refuse de gracier les deux jeunes hommes. Le procureur général Jules Quesnay de Beaurepaire en prend connaissance le 26 juillet. 
Adolphe Berland et Gustave Doré sont guillotinés place de la Roquette le 27 juillet vers 4 heures du matin. L'exécution a été réalisée par le bourreau Louis Deibler,. L'accès à la place de la Roquette était réservé aux journalistes afin d'éloigner la foule. La Faculté de médecine ne réclamant pas les corps, les dépouilles sont inhumées au cimetière parisien d'Ivry, aux côtés de Fulgence-Benjamin Géomay et Jean Vodable condamnés pour assassinat et vol et exécutés respectivement en 1889 et en 1890 et non loin de Stanislas Prado et Michel Eyraud. À la fin des années 1990, les dépouilles ont été relevées sur ordre de l'administration. Elles furent alors déposées dans un ossuaire out récupérées par les familles pour être inhumées ailleurs. Il ne reste plus que la délimitation par des pavés du « carré des suppliciés ».

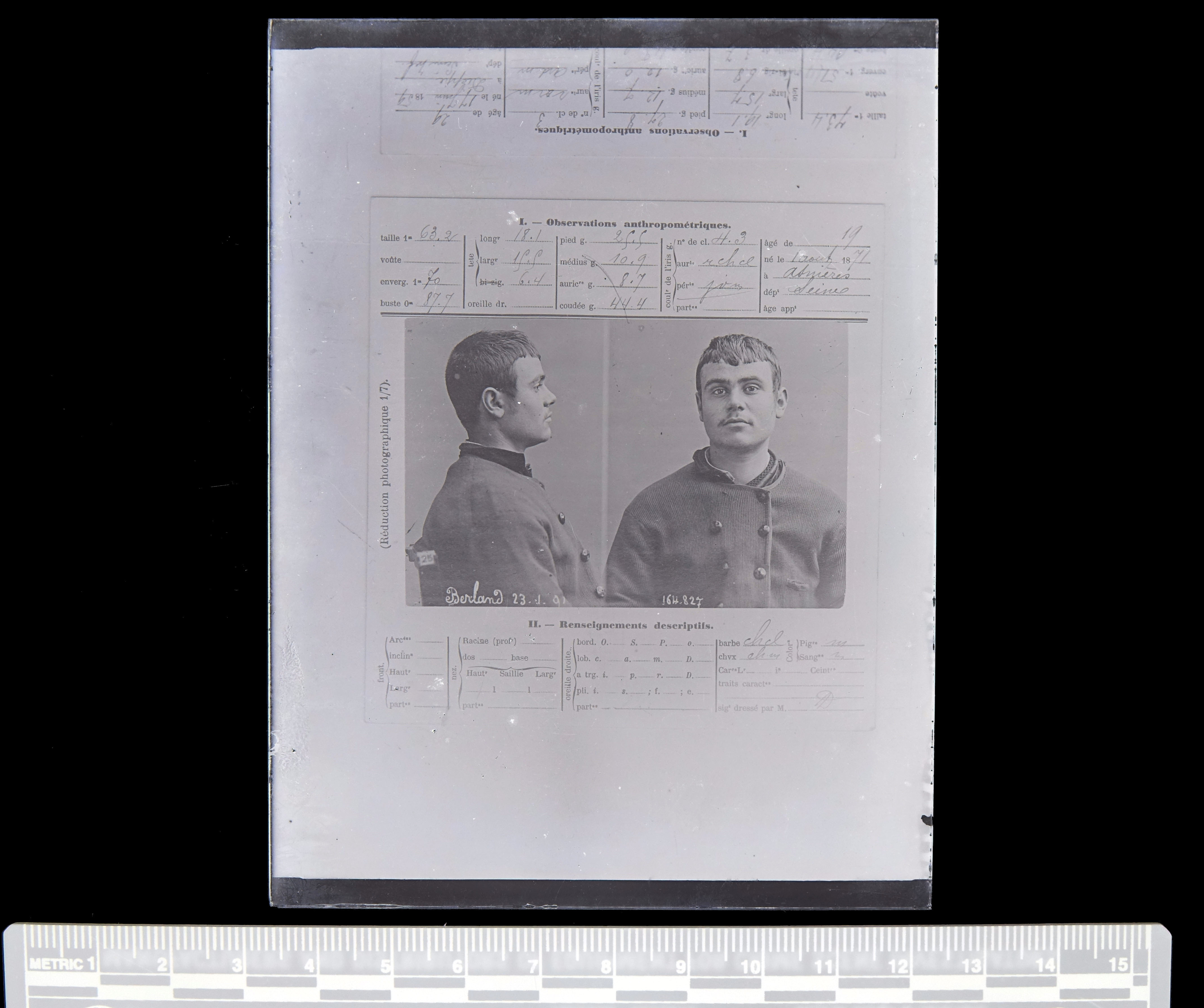
Fiche anthropométrique d'Adolphe Berland
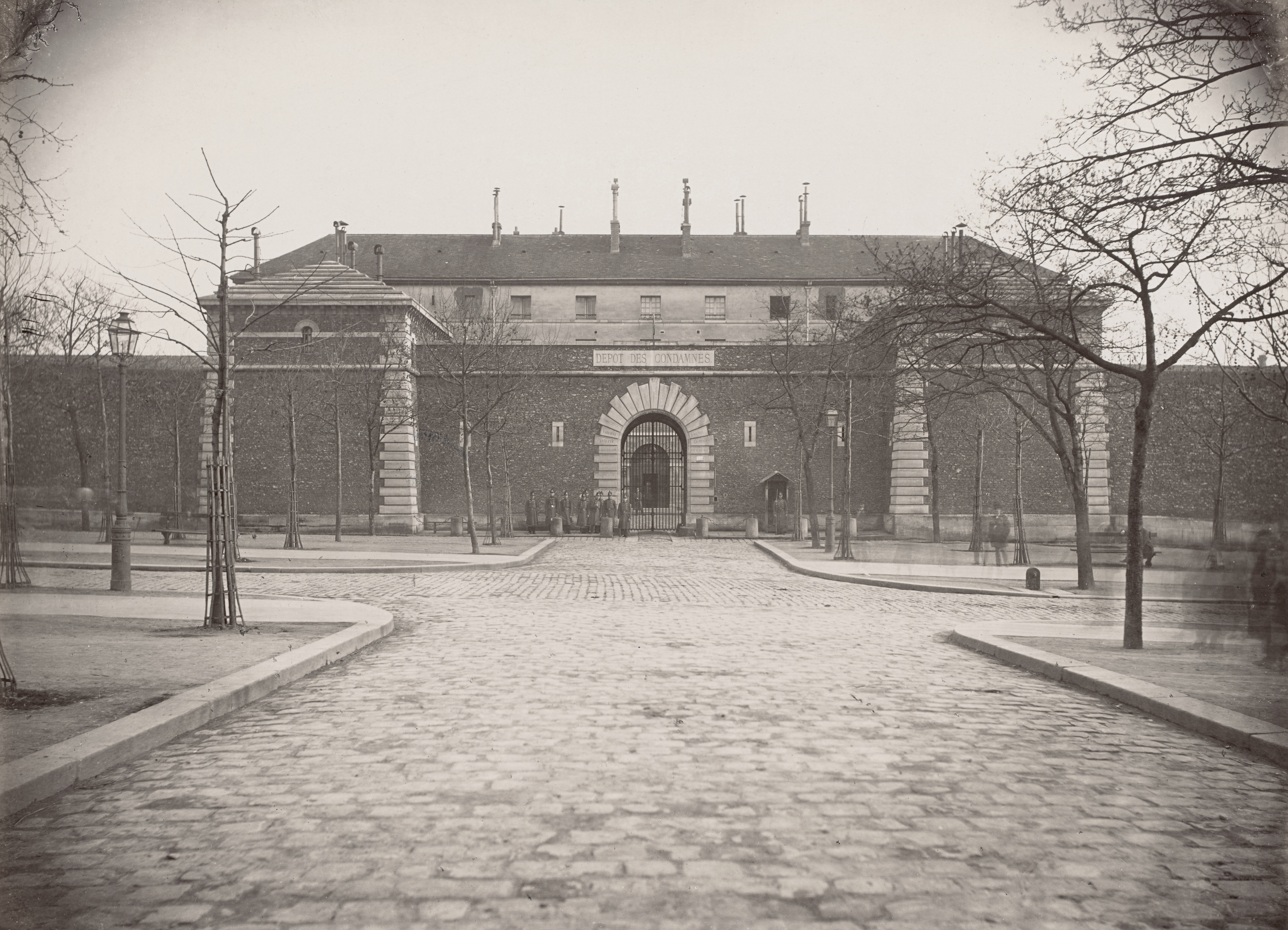
La prison de la Grande Roquette
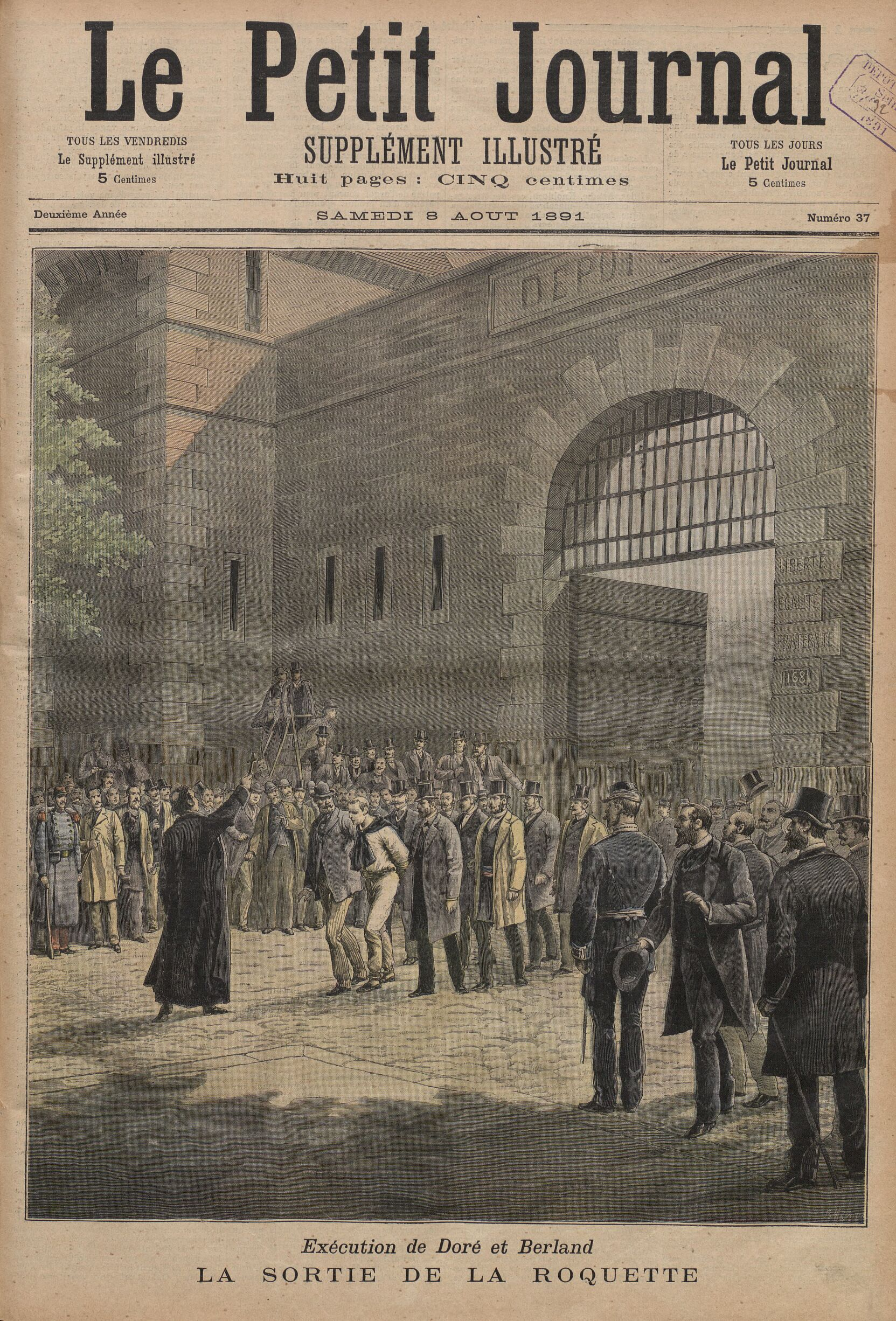
La sortie de la Roquette
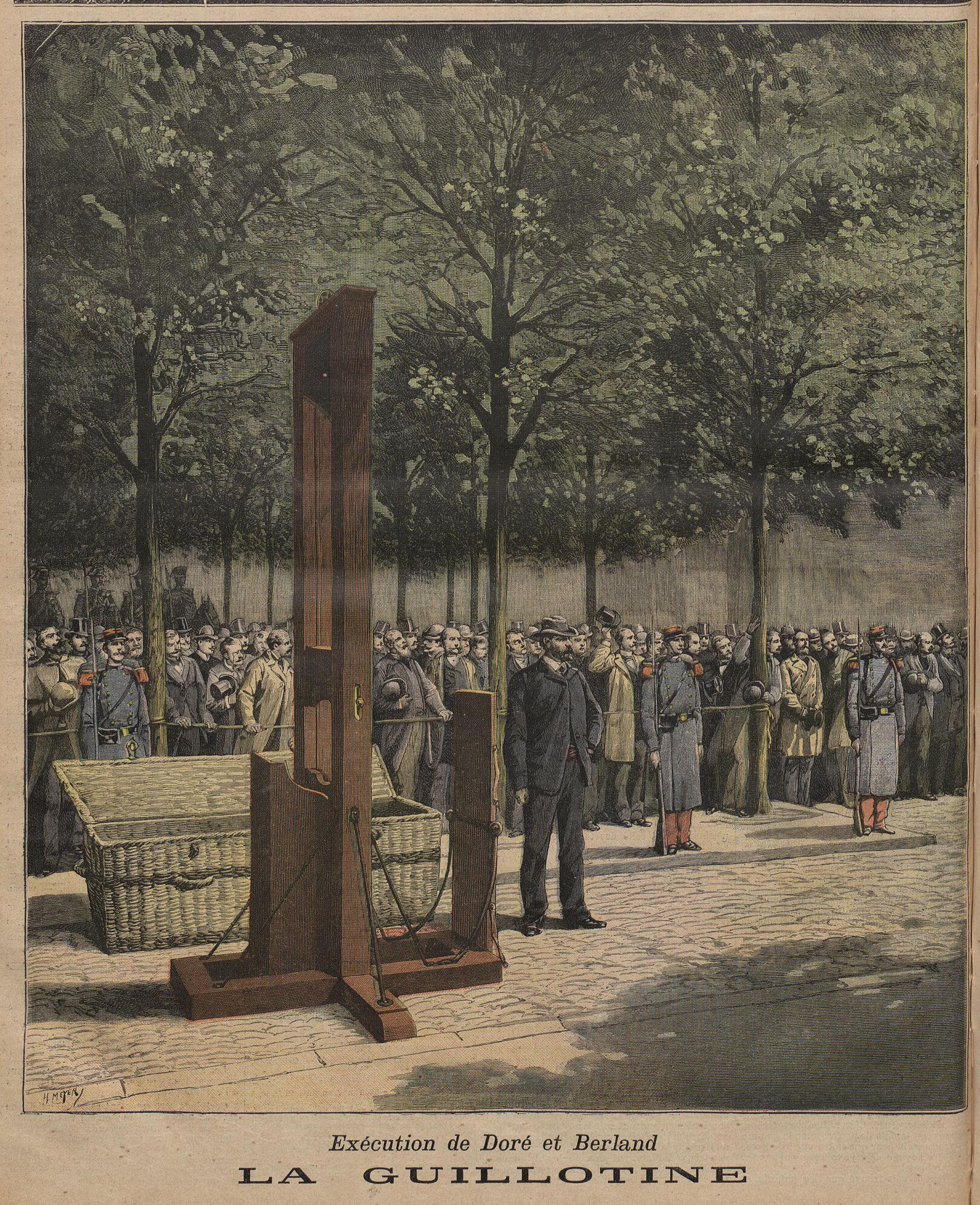
La guillotine
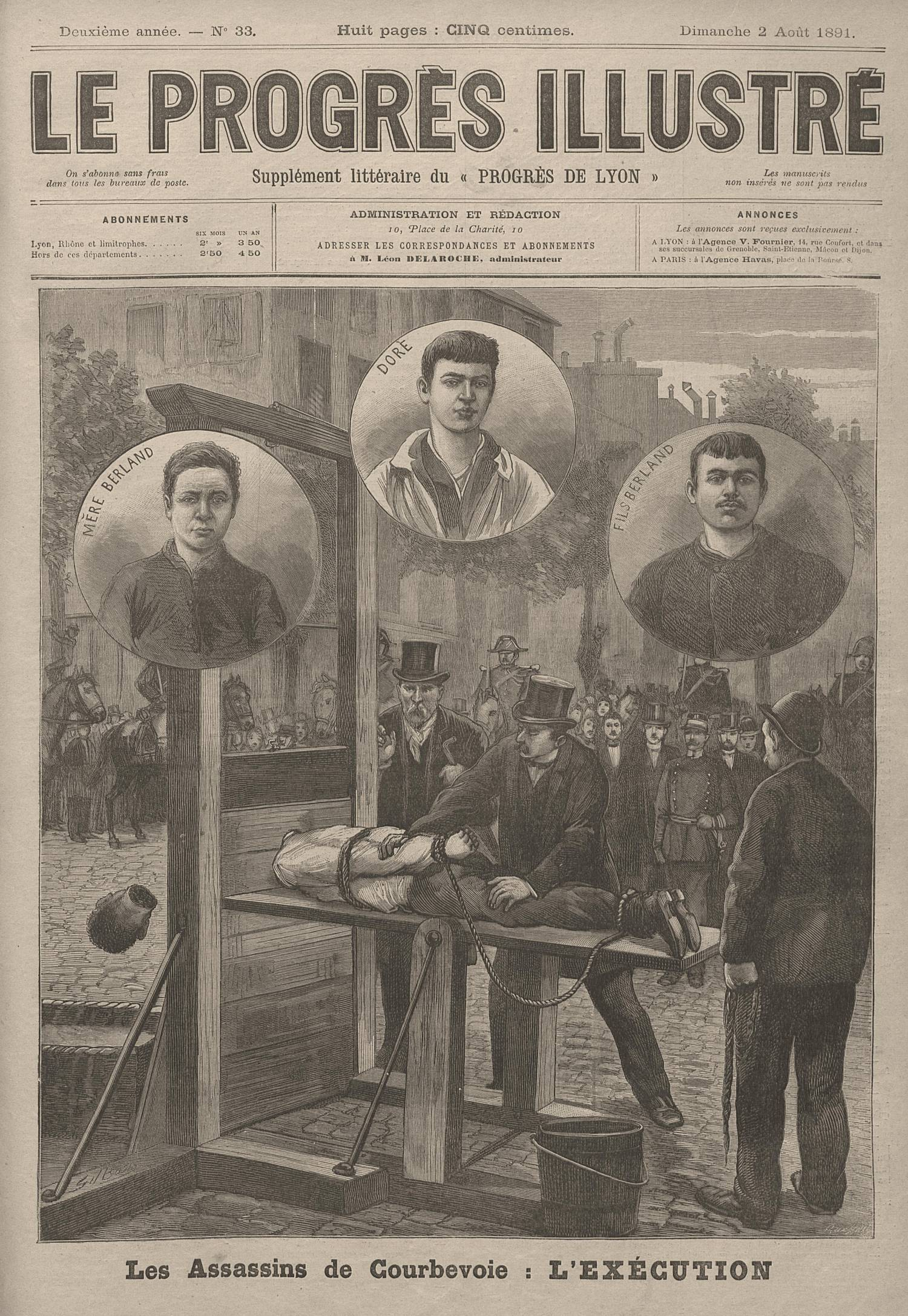
L'exécution

### Les condamnés
| Portrait | Nom                         | Commentaire |
| -------- | --------------------------- | --- |
|          | Gustave Doré (1872-1891)    | Dit Titi, il est âgé de 18 ans au moment des faits. Il a été scolarisé jusqu'à douze ans, avant de devenir garçon boucher,. Il est condamné à mort pour l'assassinat de Marie-Juliette Brochaud et est guillotiné le 27 juillet. Il est inhumé au cimetière parisien d'Ivry. |
| Berland  | Adolphe Berland (1871-1891) | Dit Redingue, il est âgé de 19 ans au moment des faits,. Il est condamné à mort pour l'assassinat de Marie-Juliette Brochaud et est guillotiné le 27 juillet. Il est inhumé au cimetière parisien d'Ivry. |
|          | Virginie Caron (1836-...)   | La veuve Berland est âgée de 54 ans au moment des faits. Elle a été mariée deux fois. Elle se prostituait. En 1885, elle a été condamné à un mois de prison pour vol. Elle est condamnée à mort pour l'assassinat de Marie-Juliette Brochaud. Graciée par le président de la République, sa peine est commuée en travaux forcés à perpétuité. Elle est emprisonnée à la maison centrale pour femme de Clermont-de-l'Oise, puis au centre pénitentiaire pour femmes de Rennes. |
| Deville  | Louis Deville (1875-...)    | Âgé de 17 ans au moment des faits, il est cantonnier et figurant au théâtre. Fin 1890, il est condamné à quinze jours de prison pour vol. Il est condamné aux travaux forcés à perpétuité et à la déportation pour l'assassinat de Marie-Juliette Brochaud. Il s'évade du bagne de Guyane en 1904. |
|          | Victor Chotin (1874-1906)   | Dit Cri-Cri, il est âgé de 16 ans au moment des faits,. Victor Chotin est condamné à vingt ans de travaux forcés et à la déportation pour l'assassinat de Marie-Juliette Brochaud. Il meurt au bagne de Nouvelle-Calédonie en 1906. |

## Postérité

Au pied de l'échafaud de l'Abbé Faure

De nombreux protagonistes écrivent sur ce fait divers. Pour l'abbé Faure, ce crime est l'un des plus horribles qu'il relate dans ses Souvenirs de la Roquette publiés en 1896. L'année suivante, c'est au tour du chef de la Sûreté Marie-François Goron de le faire. Les notes prisent par le bourreau Anatole Diebler sont publiées au XXIe siècle. D'autres ouvrages traitent de l'affaire, dont Le crime de Courbevoie : triple condamnation à mort de Tony Bardin.